# Insecticid

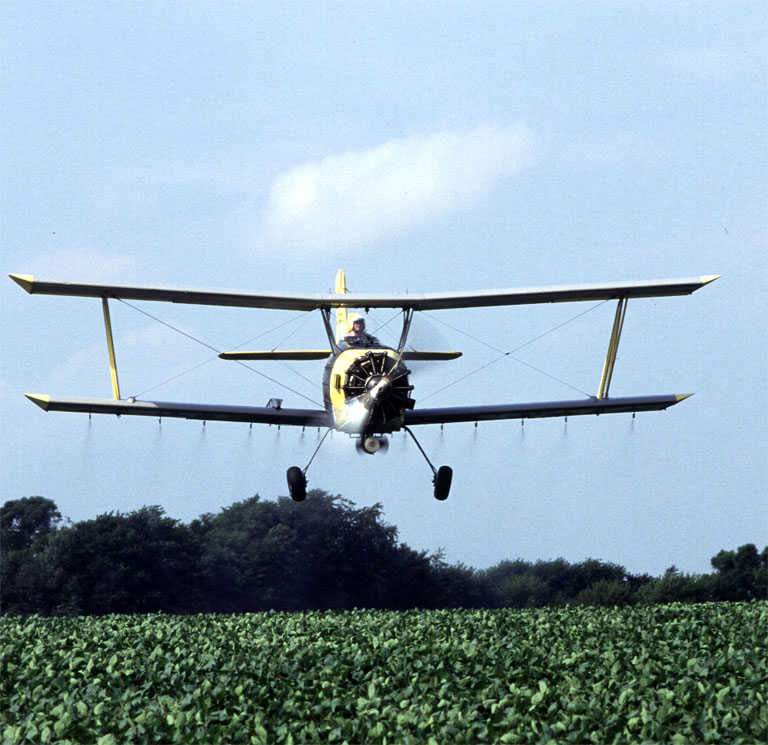
Avion pentru împrăștierea insecticidelor

Insecticidele sau pesticidele sunt substanțe chimice care omoară, sau împiedică înmulțirea insectelor dăunătoare. Ele sunt utilizate în agricultură, silvicultură și pomicultură. 
Unele insecticide au fost interzise de către Uniunea Europeană și se mai pot folosi numai local în cazuri excepțional în anumite boli parazitare. De exemplu lindanul a fost interzis în 2007 pentru gradul mare remanență (persistență) în sol iar neonicotinoidele au fost interzise în 2018 pentru efectul dăunător pe care îl au asupre populațiilor de albine și a altor polinatori.

## Clasificare
După modul de acțiune insecticedele au fost clasifcate:
- Insecticide care acționează asupra sistemului nervos sau după structura chimică ca:

organofosforicele,
(Parathion, Disulfoton, Demeton, Malathion, Prothoat, Dichlorvos, Naled, Methacrifos, Tetrachlorvinphos, Oxydemeton-methyl)
carbamații,
care au legături de tip RO-CO-NR2 sau oxicarbamați (Carbaryl, Carbofuran, MPMC, Aldicarb, Methomyl, Cartrap)
neonicotinoidele,
care au un nucleu nicotinic (Thiacloprid, Thiamethoxam, Acetamiprid, Imidacloprid, Clothianidin)
piretinoidele,
care un nucleu piretrinic (Allethrin, Permethrin, Deltamethrin, Cyfluthrin, Cypermethrin)
alte acțiuni,
au insecticidele ca Natrium-Ionenkanal care are o structură complexă
- Avermectin B, care este obținut prin procese de fermentație și este foarte scump
- unele acționează ca insecticid în faza de larvă, sau împiedică dezvoltarea chitinei ca Diflubenzuron
- altele împiedică larva să ajungă adult ca preparatele Fenoxycarb și Pyriproxyfen